# Partizani
 Ovo je glavno značenje pojma Partizani. Za druga značenja pogledajte Narodnooslobodilačka vojska i partizanski odredi Jugoslavije odnosno partizan.
Riječ partizan ima dva osnovna značenja koja daju današnji rječnici, npr. Hrvatski enciklopedijski rječnik:
1. Strastveni pristaša neke stranke, grupe, vođe, ideologije. U tom značenju riječ je prije Drugog svjetskog rata bila u upotrebi i u hrvatskom; riječi partizanstvo ili partizanština imale su u pravilu pogrdno značenje ("strančarenje", "politikanstvo").
2. Borac pokreta otpora, gerilac.

U drugom značenju, izvorno u hrvatskom i srpskom riječi ustaša i četnik imaju isto značenje. Npr. u proglasu Centralnog komiteta KPJ kojim se daje podrška "ustašama" nakon Ličkog ustanka 1932., spominje se »borba partizanskih (ustaških) odreda«.

## Porijeklo riječi
Riječ partizan dolazi od latinskog "part-". Iz latinskog potiče talijanska riječ "parte" koja znači "dio" ili "strana" (odatle "partija" odnosno "stranka") iz čega je u talijanskom nastala riječ "partigiano" ili "partisano"; koristila se za pristašu neke stranke, ali i za najamnog vojnika koji se za neku "stranu" bori za novac. Oružje koje takve postrojbe koriste nazvano je partizana.
Riječ od XVI. st. ulazi i u druge jezike: u francuskom partisan, u engleskom  "partisan" ili "partizan". Od XVIII. st. koristi se za pripadnike neregularnih odreda koji vode "mali rat" (gerilu) u pozadini neprijatelja.
U tom značenju je riječ korištena i u ruskom za borce koji su se u vrijeme Napoleonovog pohoda na Rusiju 1812. borili u neprijateljskoj pozadini, na području koje su Francuzi zaposjeli; bio je to važan dio taktike ruskih vojskovođa, koji su zazirali od francuske nadmoći u otvorenoj bitci. 

## Partizani u Drugom svjetskom ratu
Nakon Hitlerovog napada na SSSR 1941. riječ se ponovo koristi na isti način. (Vidi članak Partizani u SSSR 1941.–1944.) Zato ju prihvaća i KPJ za oznaku ustaničkih jedinica pod svojom kontrolom; u početku ustanka, u Hrvatskoj i Crnoj Gori koristila se riječ "gerilac". Milovan Đilas piše u svojim memoarima da je bio protiv riječi "partizan" koju smatra rusizmom, dok su riječi istog značenja, "ustaša" i "četnik", već bile usvojile druge, suparničke organizacije. (Đilas: Revolucionarni rat, Beograd: 1990., str. 85)  Tito je u rujnu 1941. odlučno zahtijevao od hrvatskih komunista da odbace riječ "gerilac" i prihvate "partizan", kao i ustanici u drugim krajevima, vidjevši u korištenju te riječi natruhu separatizma. U Crnoj Gori je promjena termina provedena tek u listopadu, nakon Savjetovanja u Stolicama.
Gerilski oružani odredi su se za vrijeme 2. svjetskog rata u Europi, kao dio pokreta otpora odnosno narodnooslobodilačkog rata unutar pojedinih okupiranih država (ponajviše: Francuska, Poljska, Albanija, Grčka, Jugoslavija, a također i sjeverna Italija 1943. – 1944., kada je bila pod njemačkom okupacijom) borili protiv njemačkih i drugih okupatora i za komunističku revoluciju.

## Zanimljivosti
Partizana je naziv za vrstu oružja na štapu koja se koristila u Europi u Srednjem vijeku.